# Ansgar Knauff
Ansgar Knauff, né le 10 janvier 2002 à Göttingen en Allemagne, est un footballeur allemand évoluant au poste d'ailier droit à l'Eintracht Francfort.

## Biographie

### En club

#### Borussia Dortmund
Ansgar Knauff est né à Göttingen en Allemagne. Il commence à jouer au football dans le club de sa ville natale, le SVG Göttingen 07 puis est formé par le Hanovre 96 avant de rejoindre le Borussia Dortmund en 2016, où il poursuit sa formation. Lors de l'été 2020 il est intégré à l'équipe première par Lucien Favre. Le 25 novembre 2020 il signe son premier contrat professionnel avec les jaunes et noirs, le liant au club jusqu'en 2023.
Il joue son premier match en professionnel lors d'une rencontre de Ligue des Champions le 8 décembre 2020, face au Zénith Saint-Pétersbourg. Remplaçant au coup d'envoi, il remplace Thorgan Hazard sorti sur blessure, et son équipe s'impose par trois buts à un ce jour-là. Le 20 mars 2021, Knauff fait sa première apparition en Bundesliga contre le FC Cologne. Il entre en jeu à la place de Thomas Meunier et se montre décisif. En effet, après un "grand pont" sur Noah Katterbach, il délivre une passe décisive pour Erling Haaland, permettant ainsi à son équipe d'obtenir le match nul (2-2). Le 10 avril 2021, Knauff inscrit son premier but en professionnel lors d'une rencontre de championnat contre le VfB Stuttgart. Entré en jeu à la place de Marco Reus, il marque le troisième but des siens, donnant ainsi la victoire à son équipe (2-3 score final).

#### Eintracht Francfort
Le 20 janvier 2022, Ansgar Knauff est prêté par le Borussia Dortmund à l'Eintracht Francfort pour une durée d'un an et demi. Son prêt prendra donc fin le 30 juin 2023,.
Knauff inscrit son premier but pour Francfort le 5 mars 2022, lors d'une rencontre de championnat face au Hertha Berlin. Titulaire, il ouvre le score et participe à la victoire de son équipe par quatre buts à un.
Le 9 juin 2023, Knauff s'engage définitivement avec l'Eintracht Francfort. Il signe un contrat courant jusqu'en juin 2028.

### En sélection
Le 3 septembre 2020, Ansgar Knauff fait ses débuts avec l'équipe d'Allemagne des moins de 19 ans face à la Pologne (1-1).
Le 2 septembre 2021, il fait ses débuts avec l'équipe d'Allemagne des moins de 20 ans, face à la Tchéquie (victoire 0-2). Quatre jours plus tard, il délivre une passe décisive contre la Norvège (score : 1-1).
Le 12 octobre 2021, il réalise ses débuts avec l'équipe d'Allemagne espoirs, face à la Hongrie (victoire 1-5). Le 25 mars 2022, il inscrit son premier but avec les espoirs, contre la Lettonie (victoire 4-0). Ces deux rencontres rentrent dans le cadre des éliminatoires de l'Euro espoirs 2023.

## Statistiques
| Saison                | Club                       | Championnat           | Championnat | Championnat | Championnat | Coupe(s) nationale(s) | Coupe(s) nationale(s) | Coupe(s) nationale(s) | Compétition(s) continentale(s) | Compétition(s) continentale(s) | Compétition(s) continentale(s) | Compétition(s) continentale(s) | Supercoupe UEFA | Supercoupe UEFA | Supercoupe UEFA | Total | Total | Total |
| Saison                | Club                       | Division              | M.          | B.          | P.d.        | M.                    | B.                    | P.d.                  | Comp.                          | M.                             | B.                             | P.d.                           | M.              | B.              | P.d.            | M.    | B.    | P.d.  |
| 2020-2021             | Borussia Dortmund          | Bundesliga            | 4           | 1           | 1           | -                     | -                     | -                     | C1                             | 3                              | 0                              | 0                              | -               | -               | -               | 7     | 1     | 1     |
| 2021-2022             | Borussia Dortmund          | Bundesliga            | 5           | 0           | 0           | 1                     | 0                     | 0                     | C1                             | 3                              | 0                              | 0                              | -               | -               | -               | 9     | 0     | 0     |
| Sous-total            | Sous-total                 | Sous-total            | 9           | 1           | 0           | 3                     | 0                     | 0                     | -                              | 6                              | 0                              | 0                              | -               | -               | -               | 18    | 1     | 0     |
| 2021-2022             | Eintracht Francfort (prêt) | Bundesliga            | 12          | 1           | 1           | -                     | -                     | -                     | C3                             | 7                              | 2                              | 1                              | -               | -               | -               | 19    | 3     | 2     |
| 2022-2023             | Eintracht Francfort (prêt) | Bundesliga            | 24          | 1           | 1           | 2                     | 0                     | 0                     | C1                             | 6                              | 0                              | 1                              | 1               | 0               | 0               | 33    | 1     | 2     |
| 2023-2024             | Eintracht Francfort        | Bundesliga            | 31          | 7           | 2           | 1                     | 1                     | 0                     | C4                             | 8                              | 0                              | 0                              | -               | -               | -               | 40    | 8     | 2     |
| 2024-2025             | Eintracht Francfort        | Bundesliga            | 30          | 5           | 6           | 2                     | 0                     | 0                     | C3                             | 11                             | 2                              | 2                              | -               | -               | -               | 43    | 7     | 8     |
| 2025-2026             | Eintracht Francfort        | Bundesliga            | 0           | 0           | 0           | 1                     | 0                     | 0                     | C1                             | 0                              | 0                              | 0                              | -               | -               | -               | 1     | 0     | 0     |
| Sous-total            | Sous-total                 | Sous-total            | 97          | 14          | 10          | 6                     | 1                     | 0                     | -                              | 32                             | 4                              | 4                              | 1               | 0               | 0               | 136   | 19    | 14    |
| Total sur la carrière | Total sur la carrière      | Total sur la carrière | 106         | 15          | 10          | 7                     | 1                     | 0                     | -                              | 38                             | 4                              | 4                              | 1               | 0               | 0               | 152   | 20    | 14    |

## Palmarès

### En club
Eintracht Francfort
- Ligue Europa (1) :
  - Vainqueur en 2022.

### En sélection nationale
Allemagne espoirs
- Championnat d'Europe espoirs (0) :
  - Finaliste en 2025.